# دهه ۱۶۹۰ (پیش از میلاد)
دهه ۱۶۹۰ (پیش از میلاد) صد و شصت و نهمین دهه قبل از مبدا شروع تقویم میلادی است.